# Aplidium laticum
Aplidium laticum är en sjöpungsart som beskrevs av Kott 2006. Aplidium laticum ingår i släktet Aplidium och familjen klumpsjöpungar. Inga underarter finns listade i Catalogue of Life.